# 学校法人共愛学園
学校法人共愛学園（がっこうほうじんきょうあいがくえん）とは、群馬県前橋市に本部を置く学校法人である。

## 建学の精神
「わたしがあなたがたを愛したように、互いに愛し合いなさい。」
（ヨハネによる福音書15章12節）

## 概説
共愛学園は、1888年に群馬県内のクリスチャンの尽力により設立された。全国でも有数の歴史を持つキリスト教主義の学園。関連が深い教会は、日本基督教団前橋教会である。1988年に100周年迎えた。
群馬県内に小学校・中学校・高等学校・大学をすべて設置している学校法人は、学校法人共愛学園のみである。

## 沿革
- 1886年（明治19年）　前橋英学校を東群馬郡前橋竪町94番地に設置（校主・加藤勇次郎、設立者・高津仲次郎）
- 1887年（明治20年）　前橋英学校を東群馬郡前橋市|前橋曲輪町124番地に移転
- 1888年（明治21年）　前橋英学校を経営難から閉校し、同年前橋英和女学校を東群馬郡前橋曲輪町124番地（今の前橋市大手町2丁目8番）に設立許可、初代校長に不破唯次郎（前橋教会牧師）就任
- 1889年（明治22年）　校名を上毛共愛女学校と改称。東群馬郡前橋町大字岩神494番地に校地を購入、新校舎建設・完成・移転
- 1892年（明治25年）　市制施行により、所在地が前橋市大字岩神494番地に変更となる
- 1905年（明治38年）　共愛女学校と改称
- 1910年（明治43年）　町名設置により、所在地が前橋市岩神町494番地に変更となる
- 1939年（昭和14年）　共愛幼児園を開設
- 1945年（昭和20年）　前橋大空襲により校舎焼失、再建開始
- 1951年（昭和26年）　共愛学園高等学校・中学校開設
- 1953年（昭和28年）　法令改正により共愛幼児園が共愛幼稚園に移行
- 1965年（昭和40年）　共愛幼稚園を共愛学園幼稚園と改称
- 1966年（昭和41年）　住居表示実施に伴い、所在地が前橋市岩神町二丁目3番5号に変更となる
- 1988年（昭和63年）　前橋市小屋原町に共愛学園女子短期大学を開設
- 1998年（平成10年）　中学校・高等学校を小屋原キャンパスに移転
- 1999年（平成11年）　共愛学園前橋国際大学を開設（短大から改組転換、男女共学化）
- 2001年（平成13年）　中学校・高等学校を男女共学化。共愛学園女子短期大学を廃止。宣教師館の小屋原キャンパス移築完了
- 2006年（平成18年）　共愛学園幼稚園を小屋原キャンパスに移転
- 2009年（平成21年）　木瀬保育所を前橋市から移管、共愛学園木瀬保育園とする
- 2011年（平成23年）　前橋市との委託契約により共愛学園学童クラブを開設
- 2016年（平成28年）　共愛学園小学校を開設。共愛学園幼稚園、共愛学園木瀬保育園を統合し共愛学園こども園を開設。
- 2020年（令和2年）　学校法人平方学園と2月25日付で包括連携協定を締結。学校法人平方学園運営による明和学園短期大学の運営を共愛学園に移管することについて協議を開始
- 2021年（令和3年）　学校法人平方学園より明和学園短期大学の運営を移管され、名称を共愛学園前橋国際大学短期大学部に変更[1]。

## 設置教育機関
現在の設置教育機関
- 共愛学園前橋国際大学
- 共愛学園前橋国際大学短期大学部
- 共愛学園高等学校
- 共愛学園中学校
- 共愛学園小学校
- 共愛学園こども園

かつて存在した設置教育機関
- 共愛学園女子短期大学
- 共愛学園幼稚園
- 共愛学園木瀬保育園